# Jonway
Zhejiang Jonway Automobile Co. Ltd. (en chino simplificado, 浙江永源汽车有限公司; pinyin, Zhèjiāng yǒng yuán qìchē yǒuxiàn gōngsī), conocida comercialmente con el nombre de Jonway, es una casa automotriz china. Creada en 2003, tiene su sede en Taizhou, Zhejiang. Su primer vehículo salió en 2005 y su mercado principal es China.

## Historia
Jonway Automobile representa la división automotriz de Jonway Group. Creada en 2003, su primer automóvil fue el modelo Jonway Ufo A380, inspirado en la segunda generación del modelo Toyota RAV4 (XA20). El coche obtiene enseguida una gran expectación mediática a causa de la similitud con el modelo japonés.

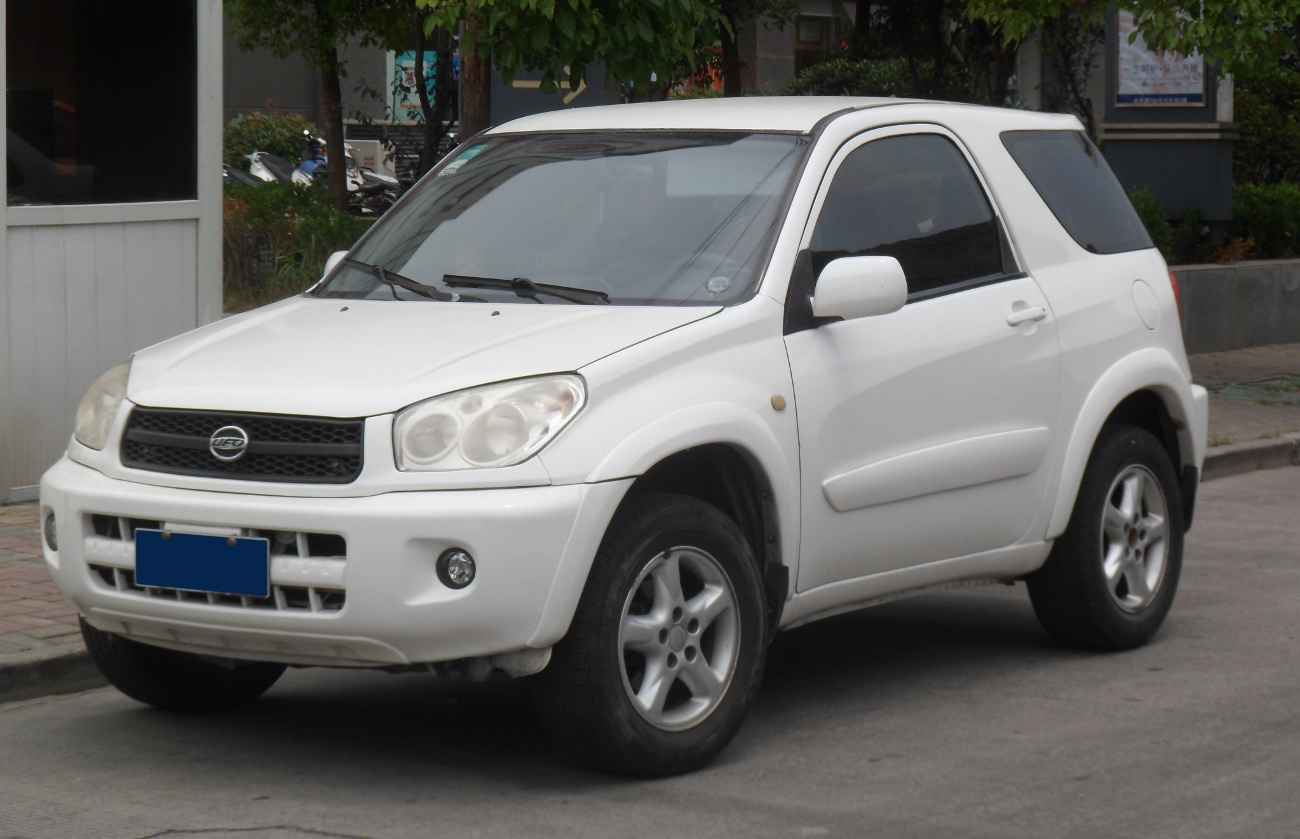
Jonway Ufo A380 tres puertas, un modelo inspirado en el Toyota RAV4 (XA20)

El modelo se exporta a mercados asiáticos y aparece en el Salón Internacional del automóvil de Fráncfort de 2007. Ese mismo año 2007, la china Chery (más tarde Jonway) y la italiana DR Motor Company firman un acuerdo para el ensamblaje del modelo Ufo tres puertas en Italia, bajo estándares europeos. Pronto, sin embargo, el proyecto es abandonado.
En julio de 2010, la compañía estadounidense ZAP y Jonway crean la empresa conjunta ZAP-Jonway, en la que la estadounidense tendrá un 51%. La nueva compañía estará especializada en la construcción de automóviles eléctricos. El primer modelo será el A380 EV y se lanzará en el mercado chino.
En 2012, Jonway, junto con un grupo de socios italianos e ingleses, compró la marca de la histórica compañía "Viotti" que pertenecía a Carrozzeria Viotti y relanzó la empresa, estableciendo una nueva sede en Rivoli, en la provincia de Turín. La nueva empresa representa la división europea de Jonway y el centro de investigación y desarrollo especializado en diseño de vehículos híbridos y automóviles deportivos. Emanuele Bomboi fue contratado como responsable de diseño.
También en 2012, Jonway firmó un acuerdo con la italiana Carrozzeria Maggiora para llevar a cabo un profundo cambio en el diseño de su modelo Ufo A380, con intención de que esté listo para entrar en producción a finales de 2013.
En mayo de 2012, Jonway lanzó una minivan con la marca Wuxing para el mercado chino, a través de la compañía Dongfeng Motor Corporation.
En 2013, Jonway presentó un modelo SUV denominado Falcon, montado sobre el chasis del A380, pero con un diseño exterior e interior completamente nuevo.